# Глазова, Анна Саркисовна
Анна Саркисовна Глазова (род. 29 ноября 1973, Дубна, Московская область, РСФСР, СССР) — российская поэтесса, переводчица.

## Биография
Мать — инженер, отец — физик-ядерщик. Училась в МАРХИ, затем — на архитектурном факультете Берлинского технического университета. Защитила диссертацию «Counter-Quotation: The Defiance of Poetic Tradition in Paul Celan and Osip Mandelstam» в Северно-Западном университете (Эванстон, США). Преподавала в Корнеллском университете, Университете Джонса Хопкинса, Ратгерском университете, занимается сравнительным литературоведением.

## Творчество
Переводила стихи и прозу Кафки, Роберта Вальзера, Рильке, Уники Цюрн, П. Целана, Э. Яндля, Ф. Майрёккер, Э. Елинек и др. Автор работ по поэтике Мандельштама, Целана, статей о современных немецких и российских поэтах.

## Книги стихов
- Пусть и вода. — М.: ОГИ, 2003. — 108 с. — (Поэтическая серия клуба «Проект О.Г.И.»). Шорт-лист премии Андрея Белого.
- Петля. Невполовину. — М.: Новое литературное обозрение, 2008. — 152 с. — (Поэзия русской диаспоры). Шорт-лист премии Андрея Белого.
- Для землеройки / Послесл. Е. Сусловой. — М.: Новое литературное обозрение, 2013. — 144 с. — (Новая поэзия). Премия Андрея Белого.
- Опыт сна. — New York: Ailuros Publishing, 2014. — 100 с.
- Земля лежит на земле: Стихи. — СПб.: MRP; Скифия-принт, 2017. — 98 с.
- Лицевое счисление. — М.: Центрифуга, 2020. — 82с.